# Charters Towers
Charters Towers är en ort i Australien. Den ligger i kommunen Charters Towers och delstaten Queensland, omkring 1 100 kilometer nordväst om delstatshuvudstaden Brisbane.
Trakten runt Charters Towers är nära nog obefolkad, med mindre än två invånare per kvadratkilometer.. Charters Towers är det största samhället i trakten.
Omgivningarna runt Charters Towers är huvudsakligen savann. Genomsnittlig årsnederbörd är 798 millimeter. Den regnigaste månaden är mars, med i genomsnitt 176 mm nederbörd, och den torraste är augusti, med 7 mm nederbörd.